# Kawerna w Pychowicach Pierwsza
Kawerna w Pychowicach Pierwsza, Kawerna I – kawerna na wzgórzu Góra Pychowicka w Dzielnicy VIII Dębniki w Krakowie. Znajduje się na północno-zachodnim obrzeżu Pychowickiej Górki, u jej podstawy, zaraz za zabudowaniami, na obrzeżu lasu.
Kawerna ma dwa betonowe otwory znajdujące się w odległości 50 m od siebie. Są widoczne wśród chaszczy z prowadzącej do nich ścieżki. Za otworami znajdują się komory. Komora za otworem południowo-wschodnim jest większa; ma długość 34 m, szerokość 5 m i wysokość 2 m. Znajduje się w niej naturalnego pochodzenia kominek o wysokości 1 m. Od komory odchodzą trzy korytarze. Dwa z nich kończą się ślepo komórkami o wymiarach 9 × 4 m. Trzeci, północno-wschodni korytarz doprowadza do komory za drugim otworem. Ma ona długość 20 m, szerokość 6 m i wysokość 3 m.
Kawernę wykuto w wapieniach pochodzących z jury późnej. Jej dno porywa rumosz skalny, nacieków brak. Części kawerny w pobliżu otworów wejściowych są pod wpływem czynników środowiska zewnętrznego. Zimą powstają w nich nacieki lodowe i sople o długości do 1 m. Głębsze partie kawerny mają swój mikroklimat i zimą utrzymuje się w nich dodatnia temperatura. Rozproszonym światłem słonecznym oświetlone są tylko przyotworowe partie kawern, głębiej jest ciemno. Po deszczu kawerny są mokre. Zimą w głębszych partiach kawern hibernują nietoperze.

## Historia
Kawerna została wykuta przez Austriaków w latach 1914–1916. Należała do Fortu nr 53 „Bodzów”. Miała pełnić rolę magazynu amunicji lub żywności, mogła służyć jako schron dla żołnierzy, lub jako punkt, z którego mogli zorganizować wypad gdyby nieprzyjacielowi udało się wtargnąć do fortu lub na jego zaplecze. Po wojnie przez okolicznych mieszkańców była wykorzystywana do składowania śmieci. W 2009 roku obydwa jej otwory zamknięte są solidną metalową kratą.
Dokumentację kawerny sporządził B. Słobodzian w lutym 1966 roku. Plan opracowali A. Przeniosło i B. Słobodzian. 

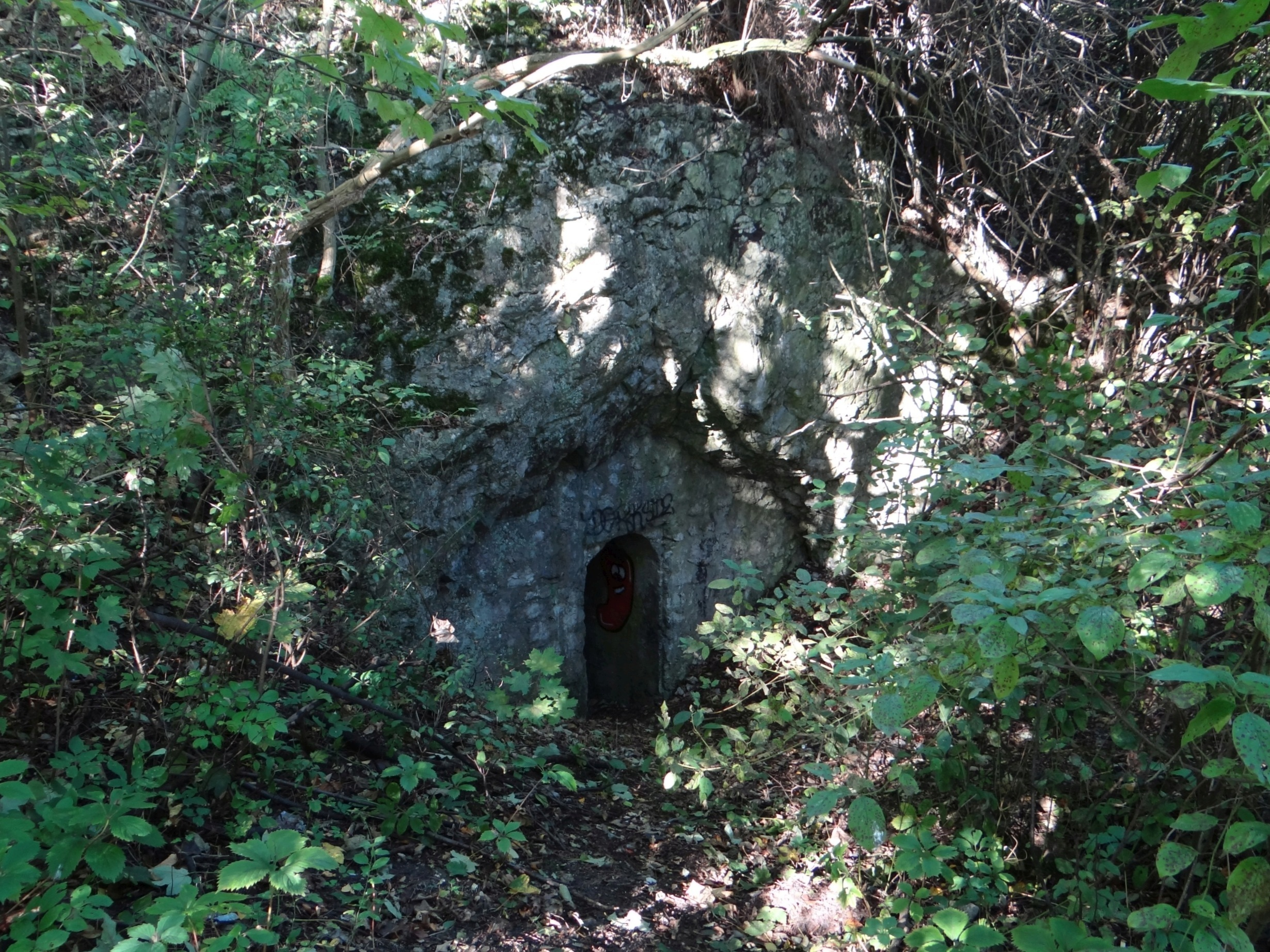
Otwór I
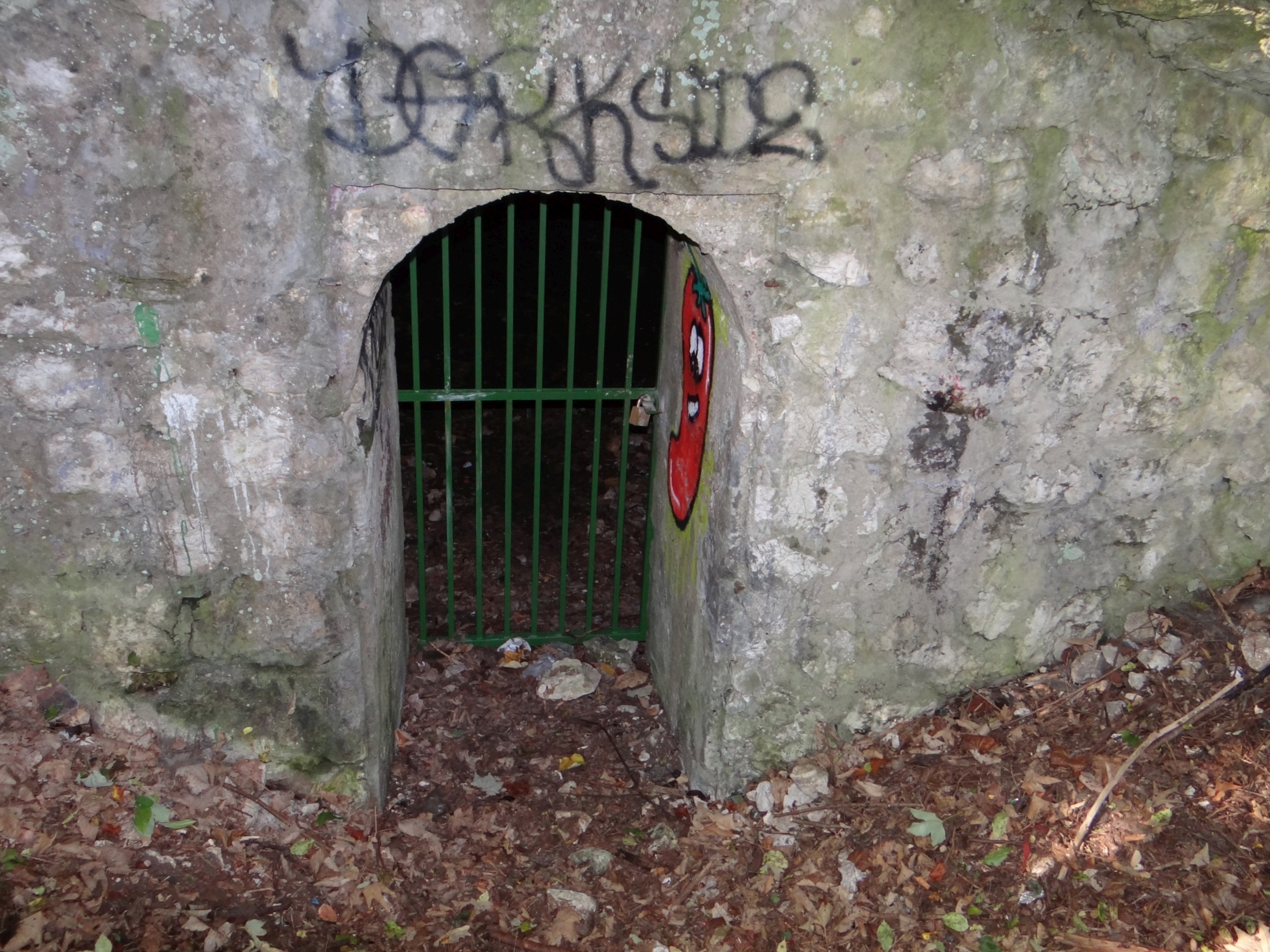
Otwór I
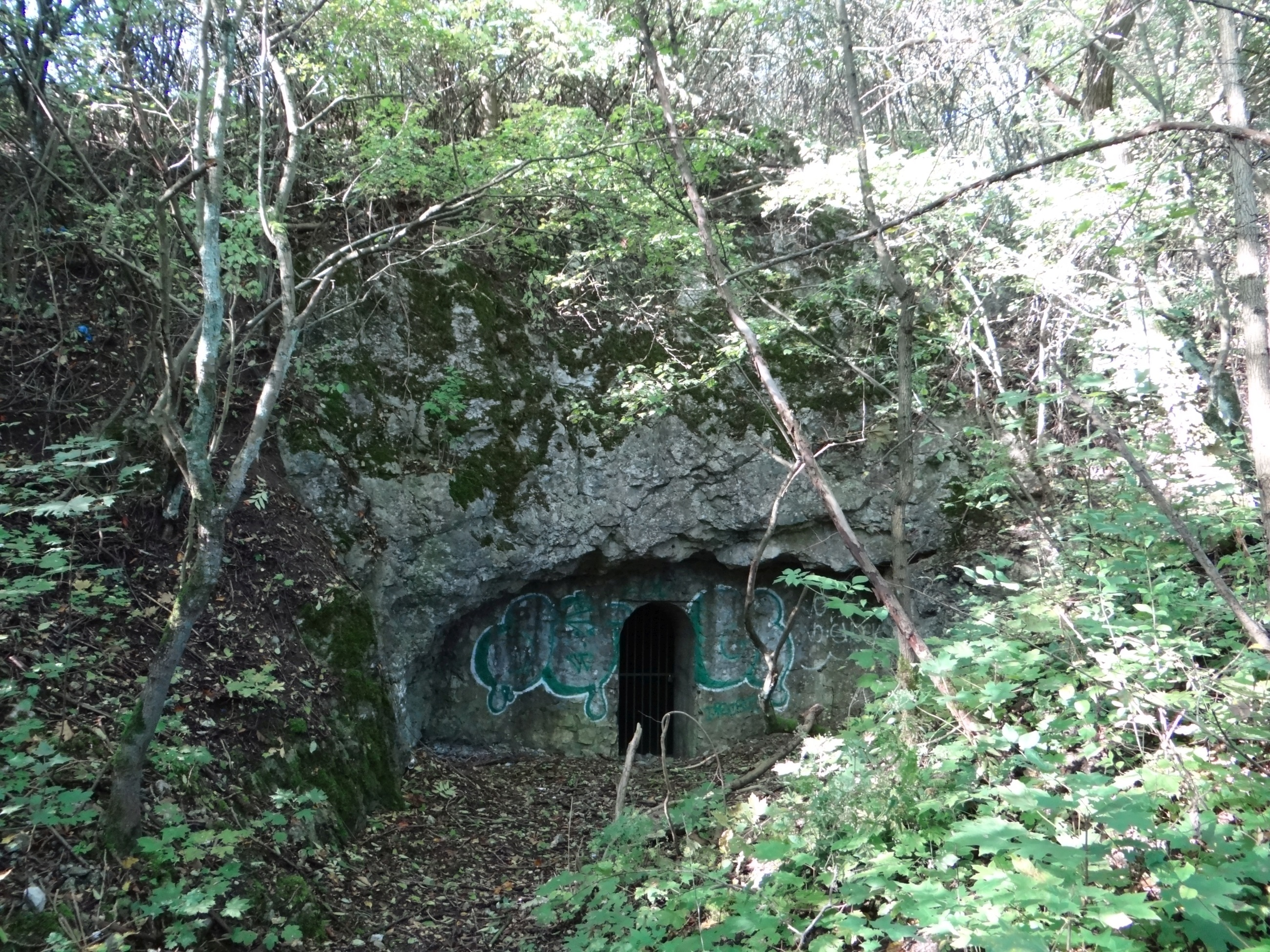
Otwór II
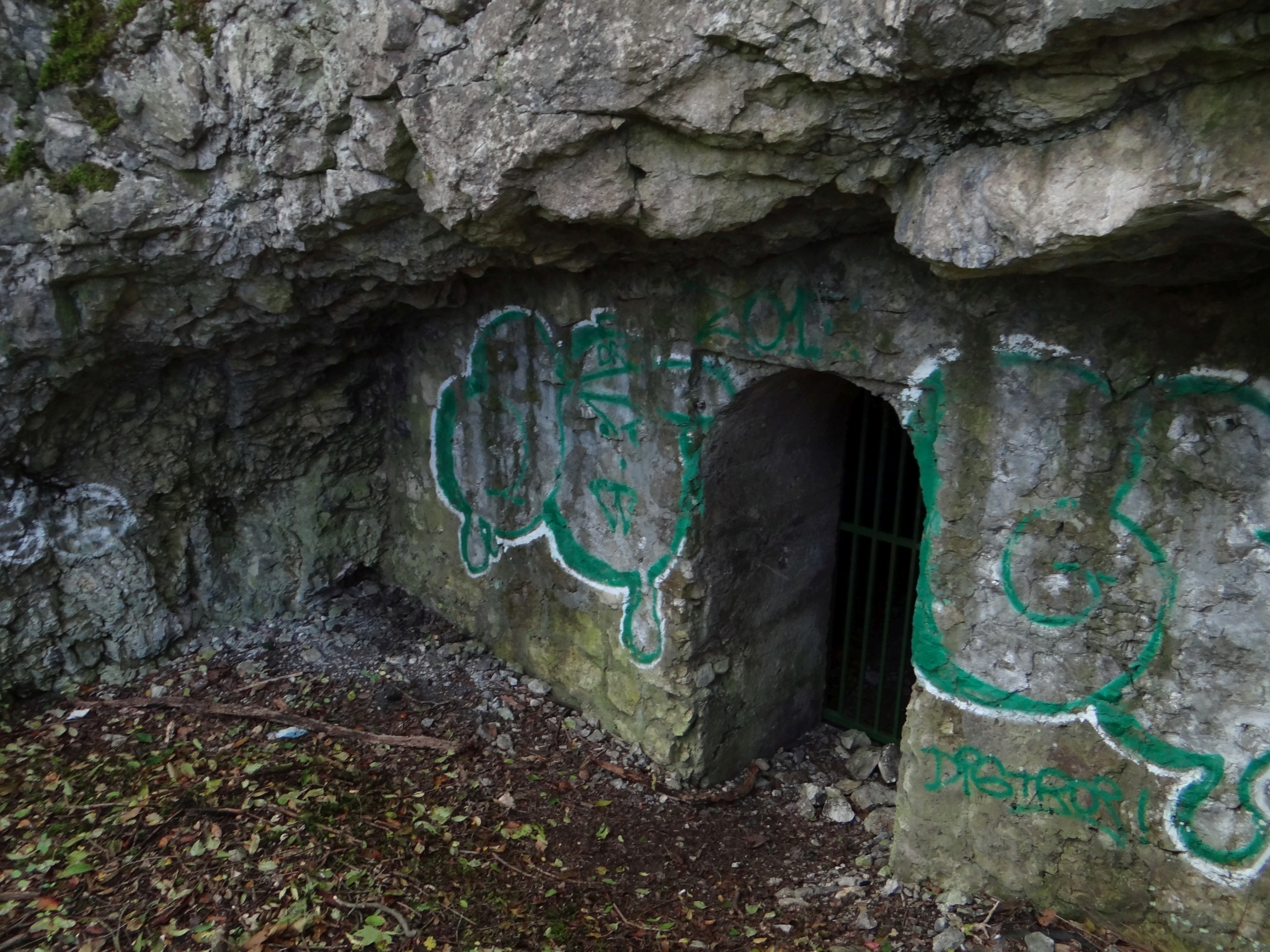
Otwór II

Na Górze Pychowickiej znajdują się jeszcze dwie kawerny wykonane przez Austriaków: Kawerna w Pychowicach Druga i Kawerna w Pychowicach Trzecia.